# Perileptus
Perileptus  (лат.) — род жужелиц из подсемейства Trechinae.

## Описание
Верхняя часть тела матовая, в густых мелких волосках. Передние голени на вершине с наружной стороны со шпорой. Предпоследний сегмент губных щупиков не менее чем с пятого сегмента. Последний сегмент челюстных щупиков гораздо короче и тоньше предпоследнего. Зубец подбородка простой.

## Систематика
В составе рода:
- Perileptus africanus Jeannel, 1926
- Perileptus areolatus Creutzer, 1799
- Perileptus asahanai Ueno, 1974
- Perileptus barberae Ortuńo, 1991
- Perileptus cylindricollis Baehr, 1987
- Perileptus cylindriformis Ueno, 1977 — эндемик Бутана
- Perileptus davidsoni Deuve, 1989
- Perileptus denticollis Jeannel, 1923
- Perileptus grandicollis Ueno et Yin, 1993
- Perileptus imaicus Jeannel, 1923
- Perileptus indicus Jeannel, 1923
- Perileptus japonicus Bates, 1873
- Perileptus laticeps Ueno, 1955
- Perileptus mesasiaticus Ueno, 1976
- Perileptus microps Andrewes, 193?
- Perileptus morimotoi Ueno, 1955
- Perileptus naraensis Ueno, 1955
- Perileptus pusillus Jeannel, 1923
- Perileptus robustus Jeannel, 1923
- Perileptus rutilus Schaum, 1860
- Perileptus stierlini Putzeys, 1870